# ژیانگشانوسور
ژیانگشانوسور (نام علمی: Jiangshanosaurus) نام یک گونه از زیرراسته سوسمارپاشکلان است.